# Grijskaphoningzuiger
De grijskaphoningzuiger (Aethopyga primigenia) is een honingzuiger, deze vogel komt alleen voor op Mindanao, een eiland in het zuiden van de Filipijnen.

## Kenmerken
Deze honingzuiger heeft een grijze kruin en borst die wat weg hebben van een soort muts (vandaar ook de Engelse naam: "Grey-hooded Sunbird"). De rest van de bovendelen en de vleugels en staart zijn olijfkleurig, de stuit is geel. De borst en buik zijn wit, de flanken en onderzijde van de staart geel.
Deze soort wordt inclusief staart zo'n 11 centimeter.

## Verspreiding en leefgebied
De grijskeelhoningzuiger is alleen, in paartjes of in gemengde groepjes te vinden in de ongerept regenwoud en bosranden in de bergen van Mindanao tussen 1000 en 1500 meter hoogte. Binnen dit type leefgebied is het een algemeen voorkomende vogel.

## Ondersoorten
Er zijn twee ondersoorten bekend:
- Aethopyga primigenia diuatae
- Aethopyga primigenia primigenius

## Status
Het leefgebied is zeer beperkt aanwezig en sterk gefragmenteerd, daarom staat de grijskaphoningzuiger als gevoelig op de Rode Lijst van de IUCN. Het huidige, nog aanwezige leefgebied wordt echter niet bedreigd.

## Voedsel
Deze vogelsoort leeft van in bloei staande bomen en struiken en dan met name (wilde) bananenstruiken.